# أحمد بن سالم
أحمد بن الطيب بن سالم الدبيسي أو أحمد بن سالم هو صوفي وسياسي ومحارب جزائري اشتهر بمناهضته للاحتلال الفرنسي للجزائر.

## عائلته

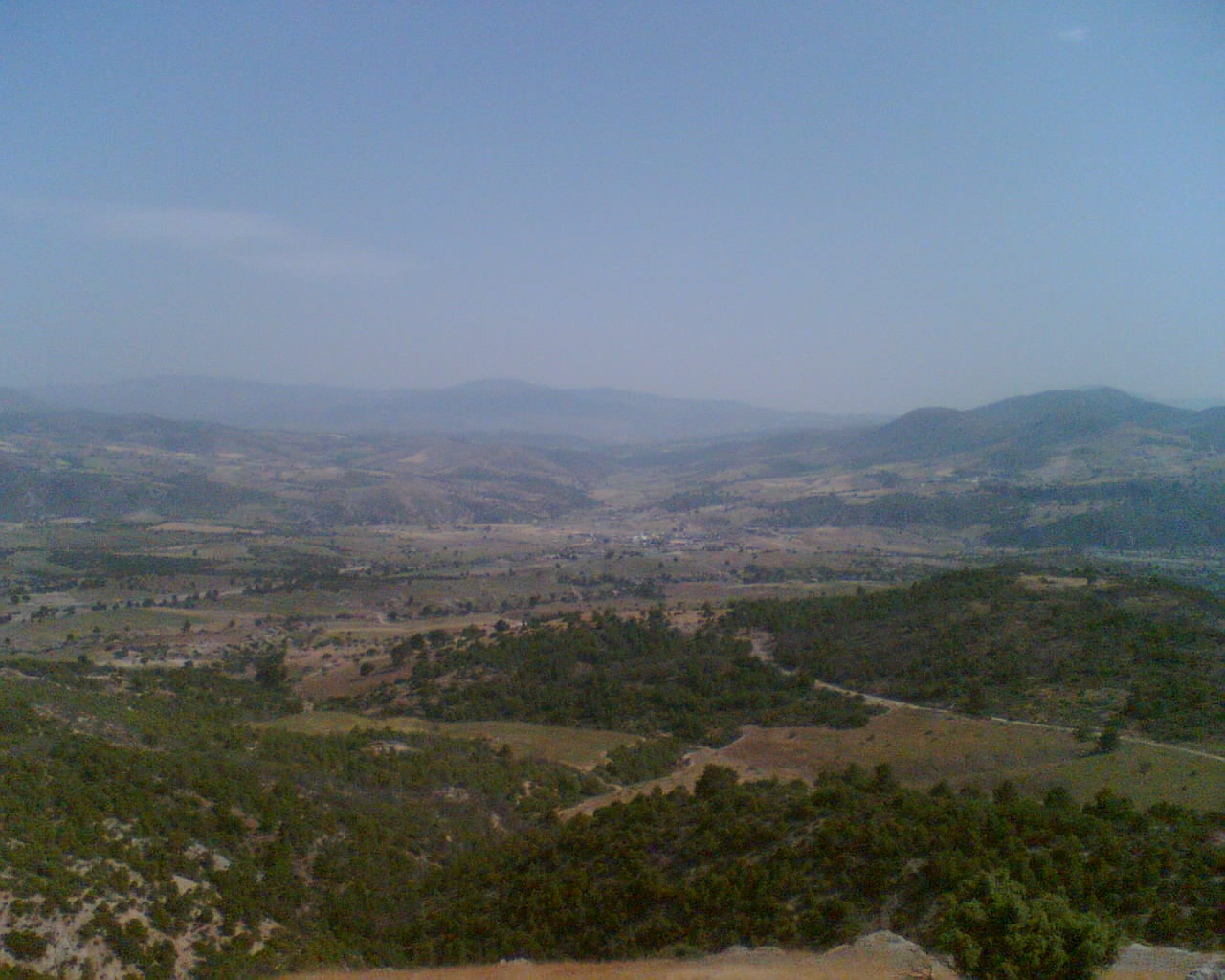
جبال ولاية البويرة

وُلِدَ أحمد بن سالم ما بين عامَيْ 1798م و1807م، وينحدر من عين بسام في منطقة البويرة، وكان والده يحمل اسم «الطيب»، وهو من ذرية العالم «سيدي سالم بن مخلوف». وكانت هذه المنطقة تمثل وطن بني جعد الذي كان أحد الأوطان السبعة التي تحيط بدار السلطان في إيالة الجزائر. وعائلته هي عائلة صوفية رحمانية جدها هو سيدي سالم بن مخلوف الذي قدم من مدينة فاس واستقر في منطقة القبائل الزواوية خلال القرن السادس عشر الميلادي، أين أسس زاوية في الموقع الحالي لبلدية المقراني هي زاوية سوفلات المقراني. وقد كانت زاوية سيدي سالم محترَمة في هذه المنطقة، إضافة إلى كون مقدَّميها لهم تأثير كبير على السكان المحليين.

## وصفه
كان أحمد بن سالم رجلا متوسط القامة ذا لحية وعينين سوداء، وكان جلده أبيضًا، وكانت حكمته ولتزامه الإسلامي معروفين لدى قومه، وكان قد أثبت وفاءه عبر تضحيات كثيرة لمدة طويلة، وكان حفظة القرآن (الطُّلْبَة) يصفونه بكونه رجلا متعلما مثقفا ومليئا بالنشاط والعزة في سلوكه. وكان المحاربون يفتخرون بكون أحمد بن سالم حذرًا في المشورة، شجاعا في الحرب، وماهرا في ركوب الخيل.

## تاريخه

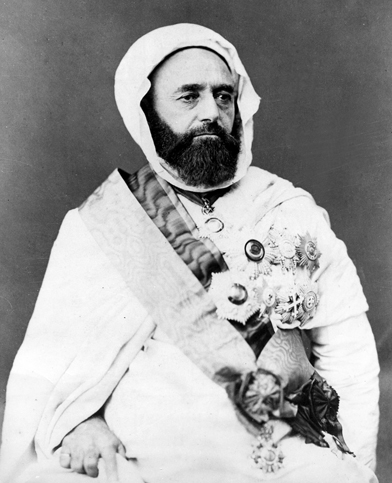
الأمير عبد القادر الجزائري

حينما كان الأمير عبد القادر الجزائري يجوب الجزائر لحشد الجهود لمقاومة الاحتلال الفرنسي، استقبلته منطقة القبائل بحفاوة في سنة 1837م، وخطب فيهم وحذرهم من الطموحات الفرنسية التوسعية الاستيطانية، وطلب تأييدهم. وكانت المرحلة التي تلت معاهدة تافنة قد شهدت توسع رقعة الدولة الجزائرية نحو الجهة الشرقية من الجزائر.

## مقاطعة برج حمزة
كانت منطقة البويرة تُسمى قبل الاحتلال الفرنسي للجزائر بتسمية برج حمزة. وإبان الاحتلال الفرنسي قاوم أهالي المنطقة مقاومة عنيفة للاستعمار، حيث كانت البويرة عاصمة للمقاطعة الثامنة للتقسيم الإداري والعسكري للدولة الجزائرية المعاصرة التي أنشأها الأمير عبد القادر، وعين على رأسها أحمد الطيب بن سالم الدبيسي، وذلك سنة 1837م أثناء زيارته الأولى للمنطقة.
وكانت «مقاطعة برج حمزة» أو «مقاطعة الجبال» أو «مقاطعة القبائل الكبرى» تضم حوض الصومام وجبال جرجرة ومنطقة البيبان. وكان سكان منطقة برج حمزة قد شاركوا قبل سنة 1837م في الكفاح ضد الاحتلال الفرنسي تحت قيادة الحاج علي بن سيدي سعدي قبل قدوم الأمير عبد القادر. فاقترح الأمير عبد القادر على سكان منطقة البويرة الذين بايعوه تعيين «أحمد الطيب بن سالم الدبيسي» ممثلا له في منطقة «برج حمزة» وتضم منطقة جرجرة والصومام والبيبان الشرقي، أي أجزاء كبيرة من ولايات بومرداس وتيزي وزو وبجاية وبرج بوعريريج والبويرة حاليا.
وخطب الأمير عبد القادر خطبة في أهل المنطقة يدعوهم إلى الكفاح والمحافظة التامة على شرائع الدين مشددا على احترامه للتقاليد المميزة للجهة قائلا:
وأجاب أهل البويرة الأمير عبد القادر بقولهم:
وبذلك تم قبولهم لاقتراح أحمد الطيب بن سالم الدبيسي ممثلا للأمير وقائدا مباشرا لهم، وأبانوا عن استعدادهم للتضحية من أجل دحر المحتل الفرنسي.

### مقاطعات دولة الأمير عبد القادر
كان أحمد بن سالم خليفة على «مقاطعة الجبال» بعد الإمضاء على معاهدة تافنة ضمن ثمان مقاطعات في دولة الأمير عبد القادر الجزائري.
|                        |                        |                        |                        |                        |                        |  |  |                                     |                                     |                                     |                                     |                                     |                                     |  |  |                                  |                                  |                                  |                                  |                                  |                                  |  |  |                                |                                |                                |                                | مقاطعات دولة الأمير عبد القادر |                                |  |  |                             |                             |                             |                             |                             |                             |  |  |                                      |                                      |                                      |                                      |                                      |                                      |  |  |                        |                        |                        |                        |                        |                        |  |  |                                     |                                     |                                     |                                     |                                     |                                     |  |  |  |  |  |  |  |  |  |  |  |  |  |  |  |  |  |  |  |  |  |  |  |  |  |  |  |  |  |  |  |  |  |  |  |  |  |  |  |  |  |  |  |  |  |  |  |  |
|                        |                        |                        |                        |                        |                        |  |  |                                     |                                     |                                     |                                     |                                     |                                     |  |  |                                  |                                  |                                  |                                  |                                  |                                  |  |  |                                |                                |                                |                                |                                |                                |  |  |                             |                             |                             |                             |                             |                             |  |  |                                      |                                      |                                      |                                      |                                      |                                      |  |  |                        |                        |                        |                        |                        |                        |  |  |                                     |                                     |                                     |                                     |                                     |                                     |  |  |  |  |  |  |  |  |  |  |  |  |  |  |  |  |  |  |  |  |  |  |  |  |  |  |  |  |  |  |  |  |  |  |  |  |  |  |  |  |  |  |  |  |  |  |  |  |
|                        |                        |                        |                        |                        |                        |  |  |                                     |                                     |                                     |                                     |                                     |                                     |  |  |                                  |                                  |                                  |                                  |                                  |                                  |  |  |                                |                                |                                |                                |                                |                                |  |  |                             |                             |                             |                             |                             |                             |  |  |                                      |                                      |                                      |                                      |                                      |                                      |  |  |                        |                        |                        |                        |                        |                        |  |  |                                     |                                     |                                     |                                     |                                     |                                     |  |  |  |  |  |  |  |  |  |  |  |  |  |  |  |  |  |  |  |  |  |  |  |  |  |  |  |  |  |  |  |  |  |  |  |  |  |  |  |  |  |  |  |  |  |  |  |  |
| مقاطعة التيطري         | مقاطعة التيطري         | مقاطعة التيطري         | مقاطعة التيطري         | مقاطعة التيطري         | مقاطعة التيطري         |  |  | مقاطعة مليانة                       | مقاطعة مليانة                       | مقاطعة مليانة                       | مقاطعة مليانة                       | مقاطعة مليانة                       | مقاطعة مليانة                       |  |  | مقاطعة تلمسان                    | مقاطعة تلمسان                    | مقاطعة تلمسان                    | مقاطعة تلمسان                    | مقاطعة تلمسان                    | مقاطعة تلمسان                    |  |  | مقاطعة معسكر                   | مقاطعة معسكر                   | مقاطعة معسكر                   | مقاطعة معسكر                   | مقاطعة معسكر                   | مقاطعة معسكر                   |  |  | مقاطعة الصحراء الغربية      | مقاطعة الصحراء الغربية      | مقاطعة الصحراء الغربية      | مقاطعة الصحراء الغربية      | مقاطعة الصحراء الغربية      | مقاطعة الصحراء الغربية      |  |  | مقاطعة مجانة                         | مقاطعة مجانة                         | مقاطعة مجانة                         | مقاطعة مجانة                         | مقاطعة مجانة                         | مقاطعة مجانة                         |  |  | مقاطعة الزيبان         | مقاطعة الزيبان         | مقاطعة الزيبان         | مقاطعة الزيبان         | مقاطعة الزيبان         | مقاطعة الزيبان         |  |  | مقاطعة الجبال                       | مقاطعة الجبال                       | مقاطعة الجبال                       | مقاطعة الجبال                       | مقاطعة الجبال                       | مقاطعة الجبال                       |  |  |  |  |  |  |  |  |  |  |  |  |  |  |  |  |  |  |  |  |  |  |  |  |  |  |  |  |  |  |  |  |  |  |  |  |  |  |  |  |  |  |  |  |  |  |  |  |
| مقاطعة التيطري         | مقاطعة التيطري         | مقاطعة التيطري         | مقاطعة التيطري         | مقاطعة التيطري         | مقاطعة التيطري         |  |  | مقاطعة مليانة                       | مقاطعة مليانة                       | مقاطعة مليانة                       | مقاطعة مليانة                       | مقاطعة مليانة                       | مقاطعة مليانة                       |  |  | مقاطعة تلمسان                    | مقاطعة تلمسان                    | مقاطعة تلمسان                    | مقاطعة تلمسان                    | مقاطعة تلمسان                    | مقاطعة تلمسان                    |  |  | مقاطعة معسكر                   | مقاطعة معسكر                   | مقاطعة معسكر                   | مقاطعة معسكر                   | مقاطعة معسكر                   | مقاطعة معسكر                   |  |  | مقاطعة الصحراء الغربية      | مقاطعة الصحراء الغربية      | مقاطعة الصحراء الغربية      | مقاطعة الصحراء الغربية      | مقاطعة الصحراء الغربية      | مقاطعة الصحراء الغربية      |  |  | مقاطعة مجانة                         | مقاطعة مجانة                         | مقاطعة مجانة                         | مقاطعة مجانة                         | مقاطعة مجانة                         | مقاطعة مجانة                         |  |  | مقاطعة الزيبان         | مقاطعة الزيبان         | مقاطعة الزيبان         | مقاطعة الزيبان         | مقاطعة الزيبان         | مقاطعة الزيبان         |  |  | مقاطعة الجبال                       | مقاطعة الجبال                       | مقاطعة الجبال                       | مقاطعة الجبال                       | مقاطعة الجبال                       | مقاطعة الجبال                       |  |  |  |  |  |  |  |  |  |  |  |  |  |  |  |  |  |  |  |  |  |  |  |  |  |  |  |  |  |  |  |  |  |  |  |  |  |  |  |  |  |  |  |  |  |  |  |  |
| :الخليفة محمد البركاني | :الخليفة محمد البركاني | :الخليفة محمد البركاني | :الخليفة محمد البركاني | :الخليفة محمد البركاني | :الخليفة محمد البركاني |  |  | :الخليفة محيي الدين بن علال القليعي | :الخليفة محيي الدين بن علال القليعي | :الخليفة محيي الدين بن علال القليعي | :الخليفة محيي الدين بن علال القليعي | :الخليفة محيي الدين بن علال القليعي | :الخليفة محيي الدين بن علال القليعي |  |  | :الخليفة محمد البوحميدي الولهاصي | :الخليفة محمد البوحميدي الولهاصي | :الخليفة محمد البوحميدي الولهاصي | :الخليفة محمد البوحميدي الولهاصي | :الخليفة محمد البوحميدي الولهاصي | :الخليفة محمد البوحميدي الولهاصي |  |  | :الخليفة مصطفى بن أحمد التهامي | :الخليفة مصطفى بن أحمد التهامي | :الخليفة مصطفى بن أحمد التهامي | :الخليفة مصطفى بن أحمد التهامي | :الخليفة مصطفى بن أحمد التهامي | :الخليفة مصطفى بن أحمد التهامي |  |  | :الخليفة قدور بن عبد الباقي | :الخليفة قدور بن عبد الباقي | :الخليفة قدور بن عبد الباقي | :الخليفة قدور بن عبد الباقي | :الخليفة قدور بن عبد الباقي | :الخليفة قدور بن عبد الباقي |  |  | :الخليفة محمد بن عبد السلام المقداني | :الخليفة محمد بن عبد السلام المقداني | :الخليفة محمد بن عبد السلام المقداني | :الخليفة محمد بن عبد السلام المقداني | :الخليفة محمد بن عبد السلام المقداني | :الخليفة محمد بن عبد السلام المقداني |  |  | :الخليفة فرحات بن سعيد | :الخليفة فرحات بن سعيد | :الخليفة فرحات بن سعيد | :الخليفة فرحات بن سعيد | :الخليفة فرحات بن سعيد | :الخليفة فرحات بن سعيد |  |  | :الخليفة أحمد الطيب بن سالم الدبيسي | :الخليفة أحمد الطيب بن سالم الدبيسي | :الخليفة أحمد الطيب بن سالم الدبيسي | :الخليفة أحمد الطيب بن سالم الدبيسي | :الخليفة أحمد الطيب بن سالم الدبيسي | :الخليفة أحمد الطيب بن سالم الدبيسي |  |  |  |  |  |  |  |  |  |  |  |  |  |  |  |  |  |  |  |  |  |  |  |  |  |  |  |  |  |  |  |  |  |  |  |  |  |  |  |  |  |  |  |  |  |  |  |  |
| :الخليفة محمد البركاني | :الخليفة محمد البركاني | :الخليفة محمد البركاني | :الخليفة محمد البركاني | :الخليفة محمد البركاني | :الخليفة محمد البركاني |  |  | :الخليفة محيي الدين بن علال القليعي | :الخليفة محيي الدين بن علال القليعي | :الخليفة محيي الدين بن علال القليعي | :الخليفة محيي الدين بن علال القليعي | :الخليفة محيي الدين بن علال القليعي | :الخليفة محيي الدين بن علال القليعي |  |  | :الخليفة محمد البوحميدي الولهاصي | :الخليفة محمد البوحميدي الولهاصي | :الخليفة محمد البوحميدي الولهاصي | :الخليفة محمد البوحميدي الولهاصي | :الخليفة محمد البوحميدي الولهاصي | :الخليفة محمد البوحميدي الولهاصي |  |  | :الخليفة مصطفى بن أحمد التهامي | :الخليفة مصطفى بن أحمد التهامي | :الخليفة مصطفى بن أحمد التهامي | :الخليفة مصطفى بن أحمد التهامي | :الخليفة مصطفى بن أحمد التهامي | :الخليفة مصطفى بن أحمد التهامي |  |  | :الخليفة قدور بن عبد الباقي | :الخليفة قدور بن عبد الباقي | :الخليفة قدور بن عبد الباقي | :الخليفة قدور بن عبد الباقي | :الخليفة قدور بن عبد الباقي | :الخليفة قدور بن عبد الباقي |  |  | :الخليفة محمد بن عبد السلام المقداني | :الخليفة محمد بن عبد السلام المقداني | :الخليفة محمد بن عبد السلام المقداني | :الخليفة محمد بن عبد السلام المقداني | :الخليفة محمد بن عبد السلام المقداني | :الخليفة محمد بن عبد السلام المقداني |  |  | :الخليفة فرحات بن سعيد | :الخليفة فرحات بن سعيد | :الخليفة فرحات بن سعيد | :الخليفة فرحات بن سعيد | :الخليفة فرحات بن سعيد | :الخليفة فرحات بن سعيد |  |  | :الخليفة أحمد الطيب بن سالم الدبيسي | :الخليفة أحمد الطيب بن سالم الدبيسي | :الخليفة أحمد الطيب بن سالم الدبيسي | :الخليفة أحمد الطيب بن سالم الدبيسي | :الخليفة أحمد الطيب بن سالم الدبيسي | :الخليفة أحمد الطيب بن سالم الدبيسي |  |  |  |  |  |  |  |  |  |  |  |  |  |  |  |  |  |  |  |  |  |  |  |  |  |  |  |  |  |  |  |  |  |  |  |  |  |  |  |  |  |  |  |  |  |  |  |  |
| :العاصمة المدية        | :العاصمة المدية        | :العاصمة المدية        | :العاصمة المدية        | :العاصمة المدية        | :العاصمة المدية        |  |  | :العاصمة مليانة                     | :العاصمة مليانة                     | :العاصمة مليانة                     | :العاصمة مليانة                     | :العاصمة مليانة                     | :العاصمة مليانة                     |  |  | :العاصمة تلمسان                  | :العاصمة تلمسان                  | :العاصمة تلمسان                  | :العاصمة تلمسان                  | :العاصمة تلمسان                  | :العاصمة تلمسان                  |  |  | :العاصمة معسكر                 | :العاصمة معسكر                 | :العاصمة معسكر                 | :العاصمة معسكر                 | :العاصمة معسكر                 | :العاصمة معسكر                 |  |  | :العاصمة بشار               | :العاصمة بشار               | :العاصمة بشار               | :العاصمة بشار               | :العاصمة بشار               | :العاصمة بشار               |  |  | :العاصمة سطيف                        | :العاصمة سطيف                        | :العاصمة سطيف                        | :العاصمة سطيف                        | :العاصمة سطيف                        | :العاصمة سطيف                        |  |  | :العاصمة بسكرة         | :العاصمة بسكرة         | :العاصمة بسكرة         | :العاصمة بسكرة         | :العاصمة بسكرة         | :العاصمة بسكرة         |  |  | :العاصمة برج حمزة - البويرة         | :العاصمة برج حمزة - البويرة         | :العاصمة برج حمزة - البويرة         | :العاصمة برج حمزة - البويرة         | :العاصمة برج حمزة - البويرة         | :العاصمة برج حمزة - البويرة         |  |  |  |  |  |  |  |  |  |  |  |  |  |  |  |  |  |  |  |  |  |  |  |  |  |  |  |  |  |  |  |  |  |  |  |  |  |  |  |  |  |  |  |  |  |  |  |  |

### تنظيم مقاطعة الجبال

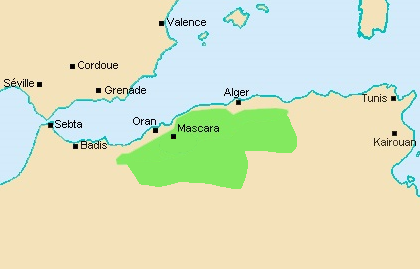
إقليم نفوذ الأمير عبد القادر في معاهدة تافنة

تمتد «مقاطعة القبائل الكبرى» من الحدود الشرقية لسهل متيجة حيث مضارب «قبائل الخشنة» إلى منطقة جرجرة شرقا، بعد أن تم الإمضاء على معاهدة تافنة في 30 ماي 1837م. كما تمتد من ساحل البحر الأبيض المتوسط شمالا إلى ما وراء برج حمزة وجرجرة جنوبا، وتتكون من أربعة آغاليك.
|                            |                            |                            |                            |                            |                            |  |  |                             |                             |                             |                             | التنظيم الإداري لمقاطعة برج حمزة (البويرة - منطقة الزواوة) |                             |  |  |                           |                           |                           |                           |                           |                           |  |  |                                                            |                                                            |                                                            |                                                            |                                                            |                                                            |  |  |  |  |  |  |  |  |  |  |  |  |  |  |  |  |  |  |  |  |  |  |  |  |
|                            |                            |                            |                            |                            |                            |  |  |                             |                             |                             |                             |                                                            |                             |  |  |                           |                           |                           |                           |                           |                           |  |  |                                                            |                                                            |                                                            |                                                            |                                                            |                                                            |  |  |  |  |  |  |  |  |  |  |  |  |  |  |  |  |  |  |  |  |  |  |  |  |
|                            |                            |                            |                            |                            |                            |  |  |                             |                             |                             |                             |                                                            |                             |  |  |                           |                           |                           |                           |                           |                           |  |  |                                                            |                                                            |                                                            |                                                            |                                                            |                                                            |  |  |  |  |  |  |  |  |  |  |  |  |  |  |  |  |  |  |  |  |  |  |  |  |
| آغاليك سيباو               | آغاليك سيباو               | آغاليك سيباو               | آغاليك سيباو               | آغاليك سيباو               | آغاليك سيباو               |  |  | آغاليك بني جعد ووادي الساحل | آغاليك بني جعد ووادي الساحل | آغاليك بني جعد ووادي الساحل | آغاليك بني جعد ووادي الساحل | آغاليك بني جعد ووادي الساحل                                | آغاليك بني جعد ووادي الساحل |  |  | آغاليك تاورقة ودلس        | آغاليك تاورقة ودلس        | آغاليك تاورقة ودلس        | آغاليك تاورقة ودلس        | آغاليك تاورقة ودلس        | آغاليك تاورقة ودلس        |  |  | آغاليك فليسة أم الليل                                      | آغاليك فليسة أم الليل                                      | آغاليك فليسة أم الليل                                      | آغاليك فليسة أم الليل                                      | آغاليك فليسة أم الليل                                      | آغاليك فليسة أم الليل                                      |  |  |  |  |  |  |  |  |  |  |  |  |  |  |  |  |  |  |  |  |  |  |  |  |
| آغاليك سيباو               | آغاليك سيباو               | آغاليك سيباو               | آغاليك سيباو               | آغاليك سيباو               | آغاليك سيباو               |  |  | آغاليك بني جعد ووادي الساحل | آغاليك بني جعد ووادي الساحل | آغاليك بني جعد ووادي الساحل | آغاليك بني جعد ووادي الساحل | آغاليك بني جعد ووادي الساحل                                | آغاليك بني جعد ووادي الساحل |  |  | آغاليك تاورقة ودلس        | آغاليك تاورقة ودلس        | آغاليك تاورقة ودلس        | آغاليك تاورقة ودلس        | آغاليك تاورقة ودلس        | آغاليك تاورقة ودلس        |  |  | آغاليك فليسة أم الليل                                      | آغاليك فليسة أم الليل                                      | آغاليك فليسة أم الليل                                      | آغاليك فليسة أم الليل                                      | آغاليك فليسة أم الليل                                      | آغاليك فليسة أم الليل                                      |  |  |  |  |  |  |  |  |  |  |  |  |  |  |  |  |  |  |  |  |  |  |  |  |
| :المركز برج تيزي وزو       | :المركز برج تيزي وزو       | :المركز برج تيزي وزو       | :المركز برج تيزي وزو       | :المركز برج تيزي وزو       | :المركز برج تيزي وزو       |  |  | :المركز برج الخروب          | :المركز برج الخروب          | :المركز برج الخروب          | :المركز برج الخروب          | :المركز برج الخروب                                         | :المركز برج الخروب          |  |  | :المركز برج سيباو         | :المركز برج سيباو         | :المركز برج سيباو         | :المركز برج سيباو         | :المركز برج سيباو         | :المركز برج سيباو         |  |  | :المركز تمديكت                                             | :المركز تمديكت                                             | :المركز تمديكت                                             | :المركز تمديكت                                             | :المركز تمديكت                                             | :المركز تمديكت                                             |  |  |  |  |  |  |  |  |  |  |  |  |  |  |  |  |  |  |  |  |  |  |  |  |
| :المركز برج تيزي وزو       | :المركز برج تيزي وزو       | :المركز برج تيزي وزو       | :المركز برج تيزي وزو       | :المركز برج تيزي وزو       | :المركز برج تيزي وزو       |  |  | :المركز برج الخروب          | :المركز برج الخروب          | :المركز برج الخروب          | :المركز برج الخروب          | :المركز برج الخروب                                         | :المركز برج الخروب          |  |  | :المركز برج سيباو         | :المركز برج سيباو         | :المركز برج سيباو         | :المركز برج سيباو         | :المركز برج سيباو         | :المركز برج سيباو         |  |  | :المركز تمديكت                                             | :المركز تمديكت                                             | :المركز تمديكت                                             | :المركز تمديكت                                             | :المركز تمديكت                                             | :المركز تمديكت                                             |  |  |  |  |  |  |  |  |  |  |  |  |  |  |  |  |  |  |  |  |  |  |  |  |
| :قبائل ،سيباو ،يسر .عمراوة | :قبائل ،سيباو ،يسر .عمراوة | :قبائل ،سيباو ،يسر .عمراوة | :قبائل ،سيباو ،يسر .عمراوة | :قبائل ،سيباو ،يسر .عمراوة | :قبائل ،سيباو ،يسر .عمراوة |  |  | :قبائل أولاد سيدي سالم      | :قبائل أولاد سيدي سالم      | :قبائل أولاد سيدي سالم      | :قبائل أولاد سيدي سالم      | :قبائل أولاد سيدي سالم                                     | :قبائل أولاد سيدي سالم      |  |  | :قبائل ،آيت بوعدو .قشطولة | :قبائل ،آيت بوعدو .قشطولة | :قبائل ،آيت بوعدو .قشطولة | :قبائل ،آيت بوعدو .قشطولة | :قبائل ،آيت بوعدو .قشطولة | :قبائل ،آيت بوعدو .قشطولة |  |  | :قبائل ،الخشنة ،نزليوة ،بني خلفون ،الحرشاوة عبيد .الزواتنة | :قبائل ،الخشنة ،نزليوة ،بني خلفون ،الحرشاوة عبيد .الزواتنة | :قبائل ،الخشنة ،نزليوة ،بني خلفون ،الحرشاوة عبيد .الزواتنة | :قبائل ،الخشنة ،نزليوة ،بني خلفون ،الحرشاوة عبيد .الزواتنة | :قبائل ،الخشنة ،نزليوة ،بني خلفون ،الحرشاوة عبيد .الزواتنة | :قبائل ،الخشنة ،نزليوة ،بني خلفون ،الحرشاوة عبيد .الزواتنة |  |  |  |  |  |  |  |  |  |  |  |  |  |  |  |  |  |  |  |  |  |  |  |  |

### معركة متيجة (1839م)

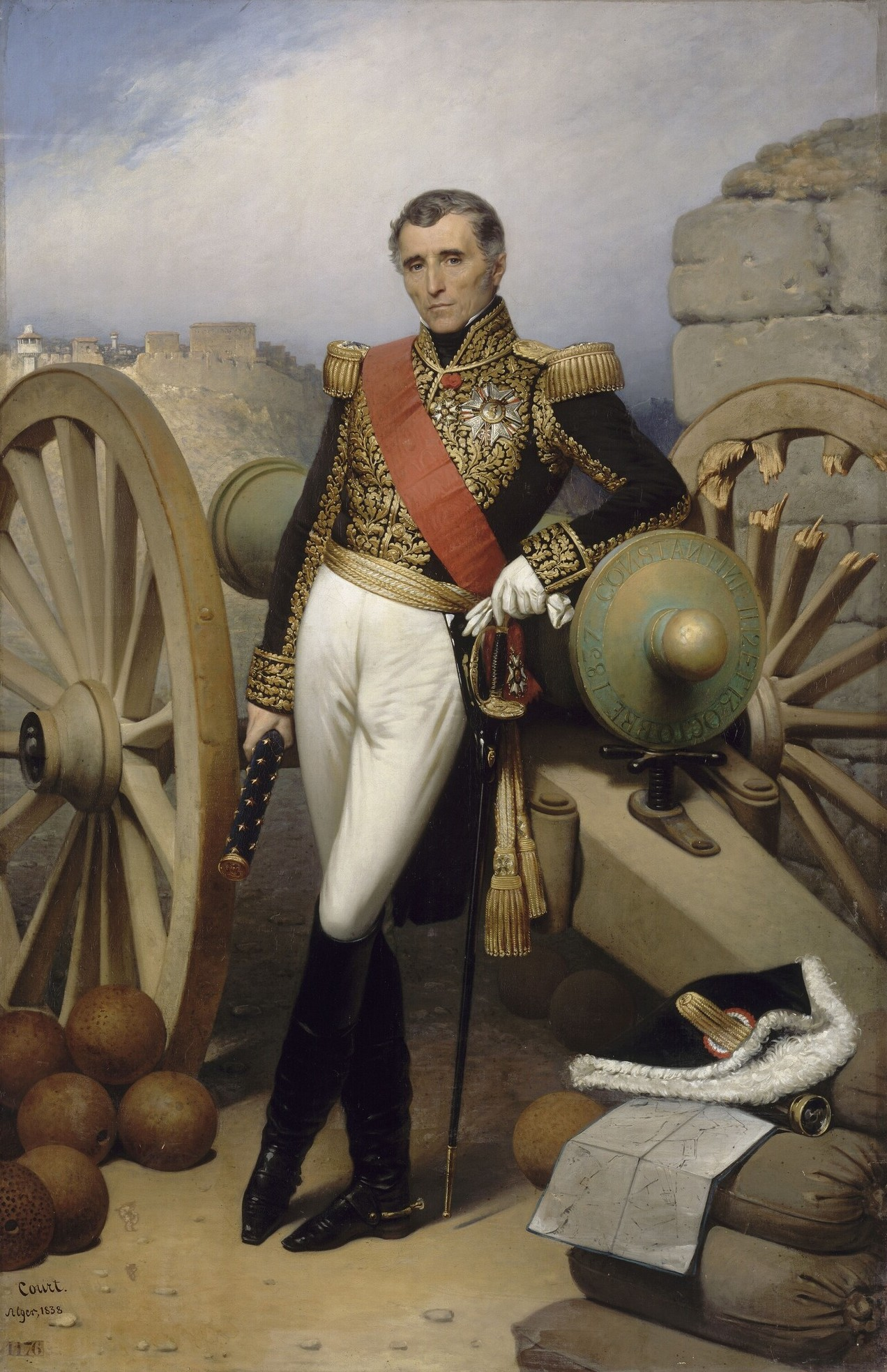
سيلفان شارل فالي

شاركت قوات الخليفة «أحمد بن سالم» في هجوم الأمير عبد القادر على سهل متيجة في سنة 1839م بعد نقض معاهدة تافنة.
وكان الأمير عبد القادر قد أعطى أوامره في بداية 1839م لحلفائه من قبائل حجوط كي يزعجوا القبائل العميلة في «وطن بني موسى» و«وطن بني خليل» داخل متيجة لجعلهما غير قابلين للاستيطان الفرنسي في انتظار الاكتساح الجزائري لهذه المنطقة.
وكان الفارس «البشير بن خويلد» هو أشجع فرسان حجوط الذي كان يقود الغارات على «وطن بني موسى» و«وطن بني خليل» وسائر مناطق متيجة لبث الرعب وسط الفرنسيين، وكان ابن عمه «إبراهيم بن خويلد» ساعده الأيمن في العمليات الحساسة، بالإضافة إلى «الجيلالي بن دواد» و«علي بن عودة» و«رمضان بلحاج» و«علي بن حميدة» و«الحاج سليمان» و«قويدر بن ضياف».
ثم اقتحم «أحمد بن سالم» منطقة متيجة في 28 أفريل 1839م مع جنوده المشاة حتى وصل إلى منطقة بئر خادم، وفي 15 ماي 1839م تم الوصول إلى منطقة الحامة على مشارف مدينة الجزائر، قبل أن ينسحب الجزائريون نحو الحراش أين اشتبكوا مع الفرنسيين من جديد ليفقدوا بذلك بعض الجنود الذين من بينهم القائد «الحسين بن زعموم».
وكان الاكتساح الكبير الموعود بُعيد يوم 11 نوفمبر 1839م بمشاركة الخلفاء الثلاثة «أحمد بن سالم» من الشرق (البويرة)، «محمد بن علال» من الغرب (مليانة)، و«محمد بن عيسى البركاني» من الجنوب (المدية).
وقد حشد «أحمد بن سالم» جنوده وفرسانه من أجل تخريب ممتلكات الفرنسيين في متيجة وسلبها أثناء هذا الهجوم.
فتم الانتقام من القبائل العميلة المتعاونة مع الفرنسيين في متيجة لتكون حصيلة القتلى من الفرنسيين وحلفائهم كبيرة جدا بالإضافة إلى خراب المستوطنات الزراعية.
وقام «أحمد بن سالم» بالهجوم على القبائل العميلة في «وطن الخشنة» شرق سهل متيجة بتاريخ 15 ديسمبر 1839م أين أجبر عملاء فرنسا على ترك دواويرهم مع قائدهم العميل «أحمد بن قاية» الذي احتمى في مدينة الجزائر.
فانسحب «قائد بني خليل» المدعو «محمد بن حليمة» نحو مدينة الجزائر في 18 ديسمبر 1839م للاحتماء بها من المقاومين الجزائريين.
وقد تسلل 2.000 فارس جزائري نحو متيجة بتاريخ 20 ديسمبر 1839م، حيث أن فرسان «أحمد بن سالم» هاجموا «الدواوير» العميلة في «جبال الخشنة» من الشرق، في حين أن فرسانا آخرين قادمين من المدية مروا عبر وادي الحراش، إلا أن الجنود الفرنسيين في معسكر «وطن بني موسى» صدوا هؤلاء الفرسان الآتين من الجنوب.
وهاجم «أحمد بن سالم» في 22 ديسمبر 1839م موكبا من 200 جندي في «الفوج الثامن والأربعين من مشاة الخط» قرب الحراش، وكان تعداد الجزائريين يصل إلى 800 جندي نظامي، إلا أن رد فعل «الرائد مارشزان» سمح بإنقاذ جنوده من الإبادة وإيصالهم إلى الحراش سالمين.

### معركة عمال (1840م)
باشر الخليفة «أحمد بن سالم» غداة هزيمة معركة متيجة في يوم 31 ديسمبر 1839م بالتمركز والتحصن في مرتفعات خميس الخشنة وجبل الخشنة من أجل مراقبة القوات الفرنسية والتحرش بالجنود والمستوطنين المتواجدين في متيجة.
وقد اتخذ «أحمد بن سالم» من «جبل زروالة» مكانا لمراقبة مواقع الاستيطان الفرنسي جنوب منطقة الرغاية وقطع الطريق أمام الدوريات العسكرية الفرنسية، إلا أن طلقات المدفعية كانت كفيلة في كل مرة بتفريق الفرسان والجنود الجزائريين وقتل خيولهم.
واستمرت بذلك حرب العصابات والمناوشات والهجومات المباغتة بين الجزائريين والفرنسيين انطلاقا من «جبل زروالة» إلى غاية انسحاب «أحمد بن سالم» في 5 جانفي 1840م نحو «جبل جراح» في عمال.
فقام الماريشال فالي بالهجوم على قبائل «جبال عمال» في «وطن الخشنة» بتاريخ 18 أفريل 1840م ليطارد قوات الخليفة «أحمد بن سالم» المتحصنة قرب وادي يسر و«مضيق الأخضرية».
وقد اقتحم الماريشال فالي في الليلة من 18 إلى 19 أفريل 1840م مضارب «قبائل عمال» مع جنوده ليسلب منهم 1.000 ثور و300 كبش.
وكانت هذه القبائل الزواوية تقع تحت سلطة الخليفة «أحمد بن سالم» بحكم أنها تنتصف المسافة بين مدينة الجزائر والبويرة (برج حمزة) أين توجد عاصمة «مقاطعة حمزة» التابعة لدولة الأمير عبد القادر.
وقد تم اقتياد موكب الجيش الفرنسي انطلاقا من منطقتَيْ خميس الخشنة (الفندق) و«أولاد هداج» (قارة مصطفى) قرب وادي قدارة عبر تجميع حوالي 4.000 جندي فرنسي بالإضافة إلى 4 مدافع جبلية قبل التوجه نحو جبال عمال.
وجاءت هذه الحملة كانتقام من «أحمد بن سالم» الذي أوعز إلى حلفائه في عمال بالتوغل في متيجة حتى مشارف الحراش أين قاموا بالاستيلاء على قطيع من مواشي المستوطنين الفرنسيين في بداية شهر أفريل 1840م.
فقام «أحمد بن سالم» فورا بنجدة زواوة عمال والهجوم على قوات الماريشال فالي في 19 أفريل 1840م أين استطاع قتل بعض الجنود الفرنسيين في القوات الخلفية.
وكان نقيب الأركان العسكرية «فيولونوف» (بالفرنسية: Villeneuve)‏ قد سقط مُثخنا بجراحه الخطيرة أثناء هذه المعركة.

### معركة بودواو (1840م)

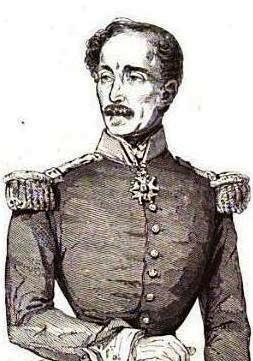
الجنرال شانجارنيي

كان «أحمد بن سالم» ينطلق من «جبال عمال» لينحدر عبر «الثنية» نحو بودواو من أجل اعتراض الجنود الفرنسيين الذين كانوا يصطحبون عمال شق الطرقات نحو منطقة القبائل خلال سنة 1840م.
وكانت القوات الفرنسية تعتمد على «فرقة حراسة الساحل» و«فرقة مرافقة القوافل» تتخذ من منطقة بودواو وما حولها ممرا محوريا لتنقلها نحو منطقة القبائل.
فتم حصار مخيم قارة مصطفى في بداية شهر سبتمبر 1840م من طرف جنود «بن سالم» المنطلقين من المخيم المطل على وادي بودواو.
فسارعت إدارة الاحتلال الفرنسي إلى إرسال الجنرال شانجارنيي من أجل فك الحصار عن مخيم قارة مصطفى وطرد «أحمد بن سالم» من مخيم بودواو في شرق مدينة الجزائر.
فتجمع الجيش الفرنسي في منطقة الحراش في يوم 18 سبتمبر 1840م على الساعة السابعة مساء لينطلقوا بعد ساعة ونصف من ذلك نحو وادي الحميز في سِرية تامة.
ووصلت القوات الفرنسية إلى الضفة الغربية من وادي بودواو في فجر يوم 19 سبتمبر 1840م أين تمت مفاجأة الجزائريين خلال نومهم ليتفرقوا في كل اتجاه وقاطعين الوادي نحو ضفته الشرقية.
فما كان من الجنرال شانجارنيي إلا أن أمر فرسان الفوج الأول من صيادي إفريقيا بقطع الوادي بسرعة ومطاردة الجزائريين مدعومين بطلقات المدفعية الفرنسية من الفوج السابع عشر من المشاة الخِفاف.
وكانت حصيلة هذا الانتصار الفرنسي متمثلة في قتل الكثير من الجنود الجزائريين وأسر 17 جزائريا توفي 5 منهم بعد ذلك متأثرين بجراحهم، بالإضافة إلى غنائم كثيرة متمثلة في 40 حصانا وبغال و200 بندقية، وأسلحة متنوعة، وأمتعة للدلالة على الانتصار الباهر.
وكان تعداد القوات الفرنسية يبلغ 350 جنديا من فرقة الزواف، و 280 قناصا، وفرقتين من المدفعية الجبلية، و30 جنديا من مطافئ الهندسة العسكرية، و380 فارسا من الفوج الأول من صيادي إفريقيا، و270 جنديا في الفوج السابع عشر من المشاة الخِفاف، شاركوا كلهم في هذه الحملة ما بين 18 و20 سبتمبر 1840م حينما تم تفريق الفرسان الجزائريين إلى جزءين وتكبيدهم خسارة متمثلة في 129 فارسا قتيلا تُركت جثثهم في أرض المعركة.
وكان الخليفة «أحمد بن سالم» نائما عند بدء هذا الهجوم، إلا أن سرعة امتطائه لحصانه سمحت له بالفرار في الوقت المناسب، إلا أن خاتمه ونظاراته وُجدت ملقاة في ساحة المعركة.
وتم إحصاء «قائد وطن يسر» المدعو «الحاج عمر» في عِداد القتلى، بالإضافة إلى العديد من كبار معاوني الخليفة «أحمد بن سالم».
وكانت فرقة الحرس الخاص بالقائد «أحمد بن سالم»، التي تعدادها 150 فارسا في العادة، قد فقدت 44 فارسا منها سقطوا قتلى في ساحة المعركة.
وكانت القوات الجزائرية قبل المعركة يصل حجمها إلى 1.200 فارس، و200 جندي مشاة نظامي، وحوالي 600 زواوي قادمين من القبائل الكبرى.
وتمثلت خسائر الفرنسيين في قتيل واحد وستة جرحى بجروح طفيفة.
وبعد أن تم تفريق الجنود والفرسان الجزائريين في كل اتجاه، مع التأكد من عدم عودتهم إلى ساحة المعركة من جديد، عاد الجيش الفرنسي إلى مدينة الجزائر بتاريخ 20 سبتمبر 1840م.

### معركة بني مراد (1842م)
قام المقاومون التابعون للخليفة «أحمد بن سالم» بتمديد عملياتهم إلى سهل متيجة في مطلع سنة 1842م بالهجوم على الفرنسيين في منطقة بني مراد. وكان الفرنسيون قد أنشأوا محمية للجنود في منطقة بني مراد التي تتوسط المسافة بين البليدة وبوفاريك. وتم هذا الهجوم في يوم 11 أفريل 1842م غير بعيد عن هذه المحمية العسكرية الفرنسية على مفرزة من 22 جنديا فرنسيا يحملون مراسلات بقيادة «الرقيب بلوندون». فقام حوالي 300 فارس من المقاومين التابعين للخليفة «أحمد بن سالم» بالهجوم على هذه المجموعة من الفرنسيين وإبادتها في بطحاء متيجة.

### معركة تادمايت (1844م)
قام «الجنرال بيجو» بتنظيم حملة عسكرية ضد الخليفة «أحمد بن سالم» في منطقة تادمايت أثناء شهر أفريل 1844م ليحذر القبائل الزواوية التي لا تزال وفية لدولة الأمير عبد القادر.
وكان انطلاق قوات «الجنرال بيجو» من الحراش بتاريخ 27 أفريل 1844م في جيش تعداده ما بين 6.000 و8.000 جندي بعد أن تم تجميع الحشد منذ تاريخ 25 أفريل 1844م، وبعد 18 يوما من السير نحو جرجرة تخلله اشتباكان مع المقاومين الجزائريين، تم الإبقاء على جزء من هذا الحشد في تادمايت تحت قيادة «الجنرال جنتيل» و«الجنرال كورت» و«العقيد شميت»، لتواصل البقية التقدم نحو جبال «سيدي علي بوناب».
أما «الجنرال بيجو» فقد واصل تقدمه نحو قبائل ودواوير «فليسة الجبل» قبل أن يتم الهجوم على القوات الفرنسية من طرف فرسان «أحمد بن سالم» ثم يبادر الجزائريون إلى الانسحاب الفوري نحو مرتفعات «سيدي علي بوناب».
وبعد 14 ساعة من المعركة والاشتباك بين الطرفين، قرر «الجنرال بيجو» الانسحاب بعد أن فقد 32 جنديا فرنسيا.
وكانت خسائر المقاومين الزواوة كبيرة كذلك، في حين أن بعضا من قراهم تم إحراقها وتخريبها.
فإذا بقائد «فليسة الجبل» المدعو «بن زعموم» يتقدم نحو مخيم الفرنسيين بعد نهاية المعركة ليوقع الهدنة مع فرنسا ويحصل على تثبيته كقائد على قبيلته من طرف فرنسا.
ذلك أن «فليسة الجبل» كانت تضم 30.000 جندي محارب، وكانت معركة شهر أفريل 1844م قد شهدت مشاركة 18.000 جندي جزائري لمواجهة 2.600 جندي فرنسي بعد أن تم الإبقاء على أكثر من 3.400 جندي فرنسي في تادمايت.

### معركة دلس (1844م)

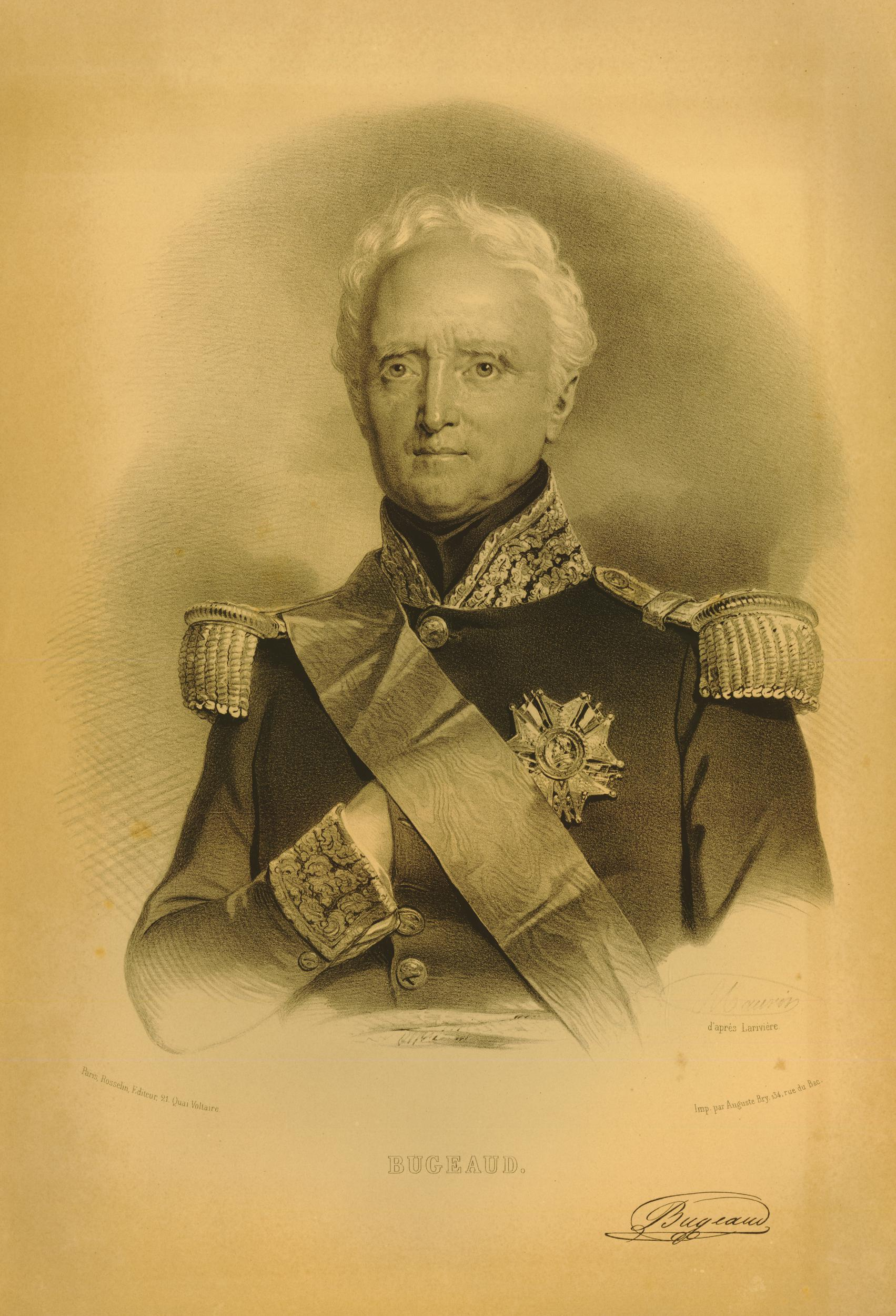
الجنرال بيجو

قام المقاومون الزواوة في مطلع سنة 1844م بالهجوم على الفرنسيين في منطقة دلس. فتم استقدام المدد بقيادة «العقيد كومان» من مدينة الجزائر عبر البحر الأبيض المتوسط للهجوم على مدينة دلس في شهر ماي 1844م للاستحواذ عليها وتخليصها من سلطة «أحمد بن سالم». وكان قائد مدينة دلس هو «عبد الرحمن بن سالم» الذي هو عم الخليفة «أحمد بن سالم». فقام «العقيد كومان» باستكشاف الساحل الشرقي لمدينة دلس مع قواته إلى بُعد أكثر من 8 أميال في منطقة قبائل فليسة البحر، وكان ى يحرق ويثدمر كل ما يجده أمامه من أشجار وبيوت دون أن يجد مقاومة شرسة وكبيرة. وجاء هذا الهجوم بقرار من الحاكم العام للجزائر آنذاك الجنرال بيجو من أجل التوغل إلى قلب منطقة «قبائل فليسة» الزواوية التي كانت قد بايعت الأمير عبد القادر من قبل.
وبعد معركة حامية الوطيس بين الفرنسيين والمقاومين، تم احتلال مدينة دلس في يوم 7 ماي 1844م ونزعها من نفوذ «أحمد بن سالم». لكن المقاومين الجزائريين عاودوا مناوشة الفرنسيين في يوم 12 ماي 1844م خارج مدينة دلس، واستمرت المعركة إلى غاية انهزام الجزائريون. ثم جمع «العقيد كومان» قواته وقرر التوغل في مرتفعات فليسة البحر بواسطة أربع كتائب من المشاة ومدفعين مقطورَيْن، أين اشتبك في يوم 17 ماي 1844م مع الأهالي الزواوة الذين كانوا يطلقون الرصاص على جنوده.
وكانت حصيلة خسائر الفرنسيين ثقيلة، حيث تمثلت في حوالي 50 قتيلا و170 جريحا، من بينهم 25 ضابط صف و17 ضابطا، أما خسائر الزواوة فقد تراوحت حول تعداد 600 قتيلا. وبعد بلوغ أخبار المعركة إلى مدينة الجزائر في مساء 19 ماي 1844م، قام الجنرال بيجو بإرسال أربع كتائب قادمة من المغرب قوامها 2.000 جندي فرنسي لدعم 1.500 جندي آخرين كانوا في منطقة دلس يقودهم «العقيد كومان». ثم التحق الجنرال بيجو بمنطقة دلس لتنطلق المعارك من جديد في 23 و24 ماي 1844م. إلا أن الخليفة «أحمد بن سالم» أعاد تشجيع المقاتلين الزواوة ليعاودوا الهجوم على دلس أين أحرزوا انتصارا جزئيا على قوات «العقيد كومان» بعد يوم 24 ماي 1844م.

### معركة تيزي وزو (1845م)
شارك الجنرال «جان فرانسوا جنتيل» في معركة مع الزواوة في منطقة برج تيزي وزو خلال شهر جوان 1845م.
ذلك أن الآغا السابق للأمير عبد القادر لدى «قبيلة عمراوة» المدعو «بلقاسم أوقاسي» مع الخليفة «أحمد بن سالم» قد حاولا خلال شهر مارس 1845م استنهاض التمرد لدى كل القبائل الزواوية المحيطة بواد سيباو القريب من برج تيزي وزو من أجل استرجاع نفوذهما على المنطقة، ومبشرين الزواوة بقرب قدوم الأمير عبد القادر بعد انتصاراته الباهرة في منطقة الغرب الجزائري.
فقامت بعض بطون «آيث إيراثن» و«آيث فراوسن» و«آيث جناد» بتلبية نداء «بلقاسم أوقاسي» و«أحمد بن سالم» من أجل طرد القياد الذين نصبتهم فرنسا في المنطقة.
إلا أن أعوان الاحتلال الفرنسي جمعوا حشودهم من الجنود العملاء منذ الوهلة الأولى من التمرد وتحصنوا في «برج تيزي وزو» وأرسلوا إلى مدينة الجزائر من يخبر الحاكم العام بالوضعية الحرجة التي هم عليها.
فبادر «الجنرال دي بار» (بالفرنسية: De Bar)‏ بإرسال حوالي 200 فارس، يشرف عليهم «قائد منطقة يسر»، إلى تيزي وزو من أجل دعم «القياد المعينين» لصد هجوم المقاومين الزواوة.
وتبع هذا الدعم قدوم كوكبة أخرى من الفرسان الذين أرسلهم «قائد منطقة الخشنة» المدعو «القايد العربي» لدعم حامية تيزي وزو.
وتم التحام الجيشين، المقاومون الزواوة من جهة وأعوان فرنسا من جهة أخرى، في منطقة «أولاد بوخليفة» (بوخالفة) في بداية شهر جوان 1845م أين انهزم «بلقاسم أوقاسي» و «أحمد بن سالم» مع المقاومين الزواوة الذين كانوا معهما.
وكانت خسائر المقاومين الزواوة متمثلة في بعض القتلى، ودفعهم ذلك إلى التخلي عن «بلقاسم أوقاسي» وخليفته خاصة بعدما علموا ولمحوا مخيم الجنرال «جان فرانسوا جنتيل» الذي أقبل لدعم أعوان الاحتلال في تيزي وزو.
فتدعمت قيادة حلفاء فرنسا في المنطقة بعد قدوم الجنرال «جان فرانسوا جنتيل»، وكان استسلام «فليسة أومليل» وتحالف قائدها الآغا «بن زعموم» مع الفرنسيين إيذانا ببسط النفوذ الفرنسي في كامل فضاء القبائل المنخفضة.

### حملة آيث إيراثن (1845م)
احتمى «أحمد بن سالم» في منطقة الأربعاء نايث إيراثن خلال شهر جويلية 1845م بعدما حاصره الجنرال بيجو في المناطق المنخفضة القريبة من سهل متيجة.
ذلك أن جيشا من الفرنسيين كان قد انطلق من مخيم «عين الأربعاء» البعيد عن مدينة دلس بعشرين كيلومترا، وذلك في يوم 25 جويلية 1845م بقيادة الجنرال بيجو، متوجها صوب منطقة قبيلة «آيث واقنون»، وقد استقرت هذه القوات الفرنسية مؤقتا في منطقة «موصادة» قبل أن تعاود المسير.
وأمام هذا الحشد الفرنسي الكبير، لم يكن أمام «أحمد بن سالم» و«بلقاسم أوقاسي» إلا أن ينسحبا نحو جبال آيث إيراثن، على الضفة الشرقية من واد سيباو، مصطحبين معهما كل السكان الذين ساندوهما خلال الشهور الماضية في مقاومة الفرنسيين.
وبعد أن توقفت القوات الفرنسية قليلا في منطقة قبيلة آيت عيسى ميمون المعروفة بعدائها الكبير للفرنسيين، قامت بالتوجه نحو قرية «تيقوبايين» أين تمركزت في يوم 27 جويلية 1845م وسط 500 بيت أمازيغي مبني بالحجارة ويعلوه القرميد.
وكان الهدف من وراء هذه الحملة العسكرية بقيادة الجنرال بيجو هو إخضاع القبائل الزواوية التي نقضت العهد معه بعد أن تم وقف النار بين الطرفين خلال سنة 1844م، ولم يكن هدف هذا التحرك هو التوغل داخل مرتفعات جرجرة حيث السكان يعادون الفرنسيين بشراسة.
وقامت حينئذ قبيلة آيث إيراثن بإيواء «أحمد بن سالم» من جديد بعد انسحابه إليها في يوم 25 جويلية 1845م.
وكانت هذه المناطق الزواوية المرتفعة قد استقبلت في شهر أوت 1843م كلا من «أحمد بن سالم» ومساعده «بوشارب» الذي لحق بالخليفة بتاريخ 11 جوان 1845م عند قبيلة «آيت لعزيز»، ثم ما لبث «بلقاسم أوقاسي» أن التحق بهما في هذا المأوى المنيع.

### معركة برج الخروب (1845م)
قام «أحمد بن سالم» بقيادة مقاتلي «بني جعد» في هجوم على القوات الفرنسية بتاريخ 22 نوفمبر 1845م. وكانت هذه القوات تحت قيادة الجنرال داربوفيل قد أمضت كل يوم 21 نوفمبر 1845م في منطقة «برج الخروب». وبعد أن تم صد هجوم «بني جعد» عبر التحام جسدي في الدروب الوعرة للمنطقة، قام الفرنسيون بالانتقام من الأهالي من خلال إحراق قراهم وقتل الكثير منهم.

## استسلام بني جعد

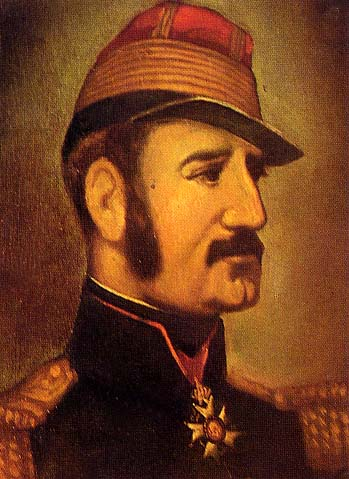
الجنرال بودو

انطلق الجنرال بودو في يوم 9 ديسمبر 1845م من منطقة بوغار في جنوب التيطري قصد الهجوم على «مقاطعة برج حمزة» التي يقودها «أحمد بن سالم». ووصلت قوات الجنرال بودو إلى «برج حمزة» بعد يومين في 11 ديسمبر 1845م. وبعد حوالي ستة أيام من المواجهات مع مقاتلي «بني جعد»، رغم سوء الأحوال الجوية، انتصر الجنود الفرسيون على الجزائريين ما بين يومي 16 و18 ديسمبر 1845م.
وتم سلب ممتلكات الفرقتين المقاومتين الأساسيتين من «بني جعد» من طرف الغوميية التابعين لقيادة «محمد بن محي الدين» الذي كان خليفة الفرنسيين على منطقة السيباو. وَفَرَّ إثر ذلك «أحمد بن سالم» مع معاونيه إلى جبال جرجرة بعد أن تكبدوا خسائر كبيرة في أرواح المقاومين، واستقر في منطقة أيت بوعدو في واضية على السفح الشَّمالي من جرجرة. واضطرت قبائل «بني جعد» إلى الاستسلام بعد هذه الهزيمة، فالتحق مقاوموهم وفرسانهم بأيت بوعدو لمؤازرة «أحمد بن سالم».

## خلافة السيباو
بعد استسلام «بني جعد»، قام الأمير عبد القادر بتعيين أحمد الطيب بن سالم خليفة عنه في سيباو ومنطقة القبائل، وأبدى العمراويون تأييدهم للأمير، وقدموا لمساعدته 150 بغلا محملا بالتين والزيتون والصابون، كمساهمة منهم في توفير احتياجات المجاهدين. وعمومًا فقد لقي الأمير ترحابًا شعبيًا هائلا، وسرعان ما أعلن الجهاد ضد فرنسا بعد أن انتهك الفرنسيون معاهدتهم معه، وبرز فرسان عمراوة من أبناء القبائل بقيادة ابن سالم نفسه، وأبلوا في القتال بلاءً حسنًا، وشنوا على قوات الاحتلال هجومًا بدل أمنهم خوفًا.
واستمر أحمد الطيب بن سالم، خليفة الأمير عبد القادر، يقود المقاومة لمدة 10 سنوات متواصلة، إلى أن تقلصت نشاطاته في بداية سنة 1846م بسبب تفوق العدو عددًا وعتادًا، إلى جانب خيانة البعض، واستسلام البعض الآخر، فاستدعاه الأمير مرة أخرى إلى منطقة القبائل ليرفع معنويات المجاهدين، ويحثهم على استمرار المقاومة، وكان له ماأراد.

### معركة يسر (1846م)

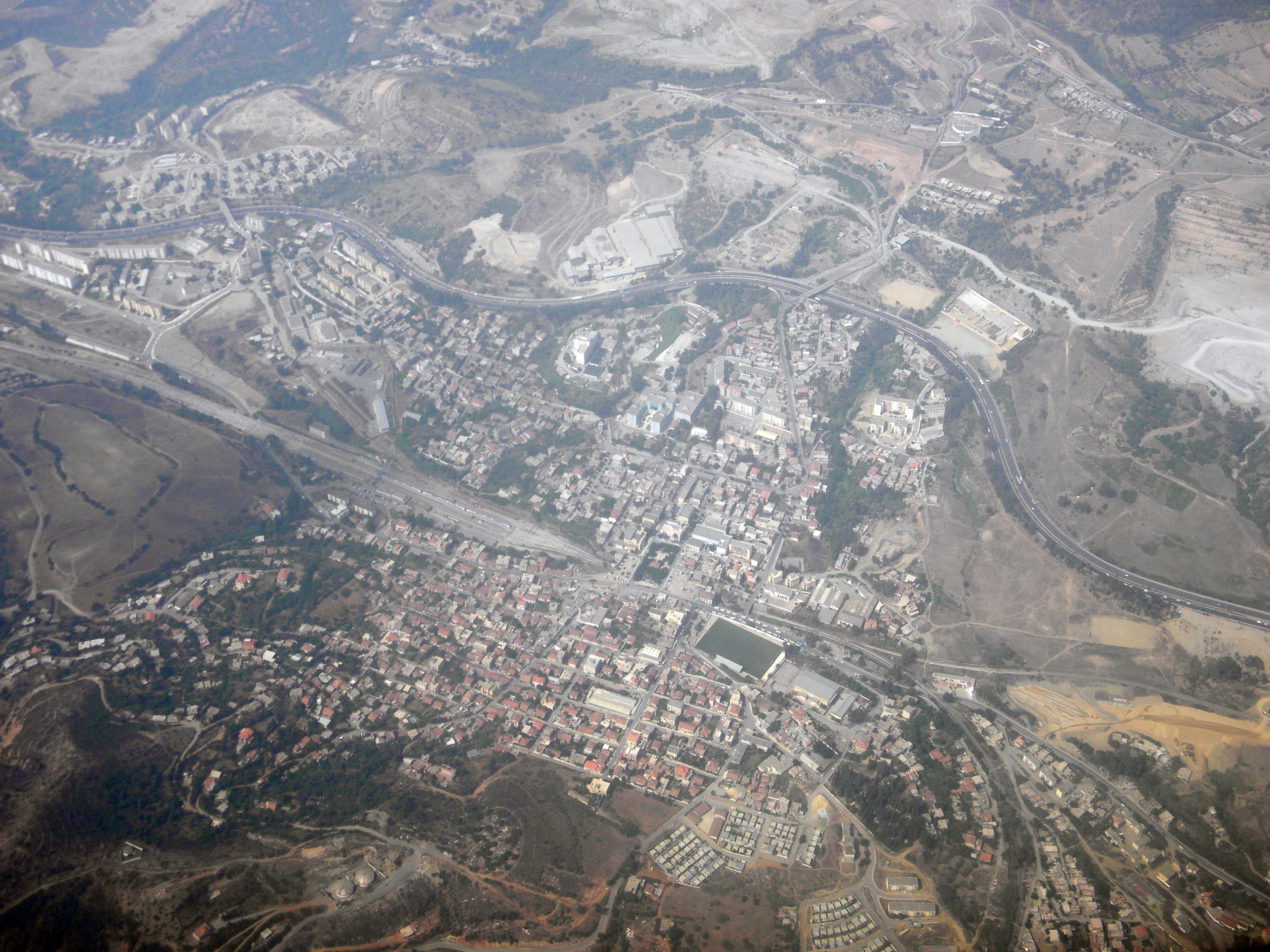
تيزي نايث عيشة

نشبت معركة بين مقاومي «أحمد بن سالم» والجنود الفرنسيين في منطقة «ثنية بني عائشة» و«يسر» خلال سنة 1846م. وكانت القوات الفرنسية، بقيادة «الجنرال جنتيل» (بالفرنسية: Jean-François Gentil)‏ و«العقيد بلانجيني» (بالفرنسية: Jean-Baptiste Blangini)‏، قد هاجمت مخيم «أحمد سالم» قرب وادي يسر في شهر فيفري 1846م. فقد انتشر في مدينة الجزائر يوم 6 فيفري 1846م أن «أحمد بن سالم» خلال إحدى تحركاته السريعة قام بالهجوم على منطقة وادي يسر أين سلب كثيرا من الأملاك والمواشي من القبائل المتعاونة مع فرنسا.
وكان تعداد جنود «أحمد بن سالم» يتراوح بين 400 و500 فارس باغت بهم يوم 5 فيفري 1846م بعض الدواوير المتعاونة المحيطة بوادي يسر التي كان الفرنسيون قد أعطوها تعليمات بعدم البقاء قريبا من الضفة الشرقية للوادي، إلا أن بقاء هؤلاء المتعاونين في مضاربهم سمح للخليفة «أحمد بن سالم» بالهجوم عليهم وسلب ممتلكاتهم.
وبعد انتهاء الهجوم والسلب، غادر «أحمد بن سالم» سهل يسر بغنائمه ليختبئ في أيت بوعدو في أعالي منطقة القبائل. فقامت السلطة العسكرية في مدينة الجزائر بالتعامل الجدي مع هذا الهجوم المباغت على حلفاء فرنسا في يسر من خلال إجراءات تأمين هذا السهل الواقع شرق سهل متيجة من أخطار المتمردين. فتم إرسال مفرزات من قوات الاحتلال انطلاقا من مدينة الجزائر متمثلة في فرقة من الفوج الخامس من صيادي أفريقيا وكتيبة من فوج الهندسة العسكرية تم توجيههم إلى منطقة خميس الخشنة (الفندق).

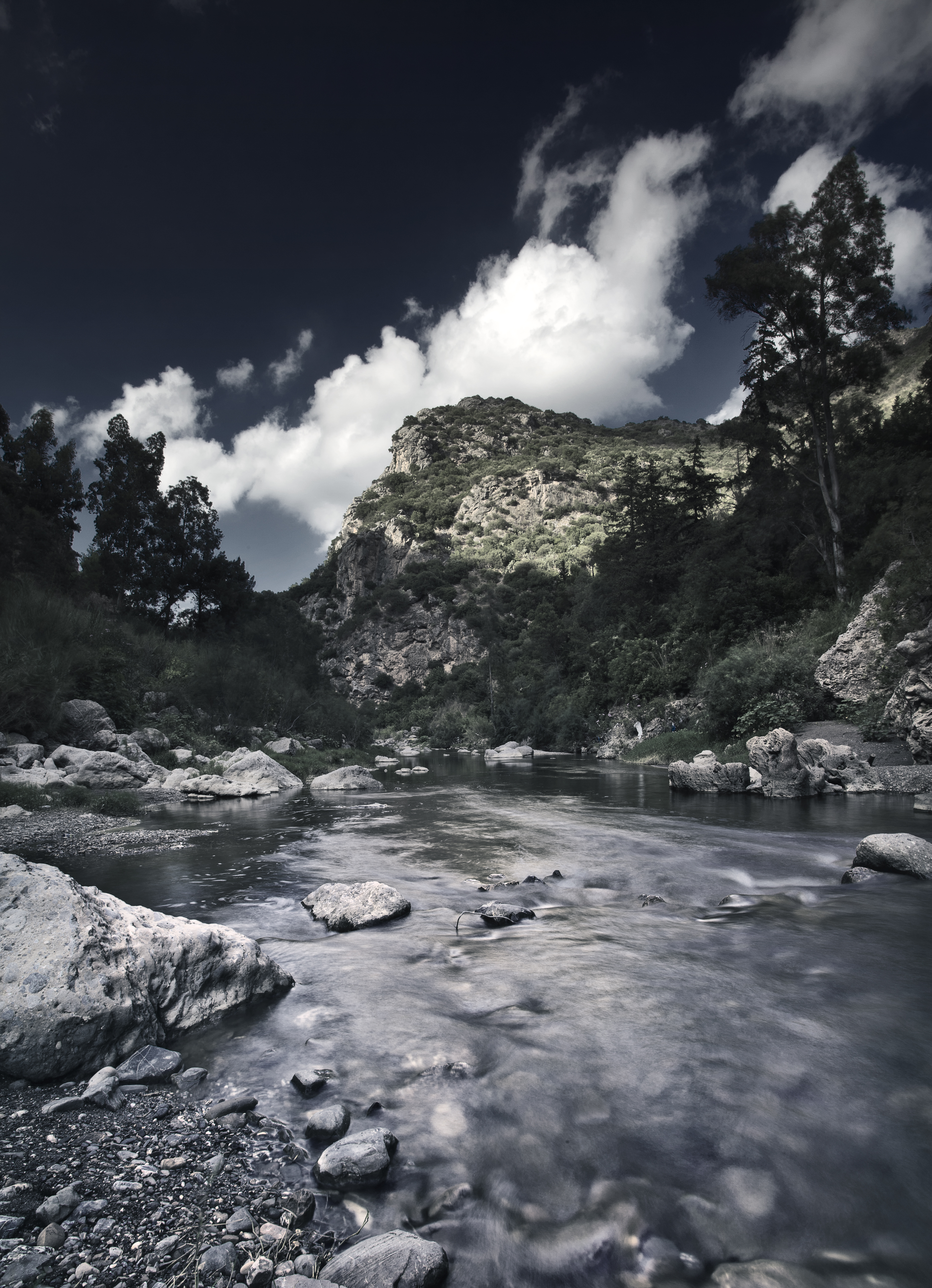
وادي يسر

وقد سارت بعض هذه المفرزات طوال ليلة 6 فيفري 1846م قصد الوصول السريع والمفاجئ إلى منطقة يسر. ذلك أن هذا الحادث العسكري في منطقة وادي يسر قد أثار المخاوف لدى إدارة الاحتلال الفرنسي في مدينة الجزائر دافعا إياها إلى حماية حلفائها من خلال الانتقام من «أحمد بن سالم».
فانطلق كذلك «العقيد بلانجيني» في يوم الاثنين 2 فيفري 1846م من منطقة وادي قورصو متوجها إلى مدينة دلس لتعويض كتيبة من الفوج الثاني من الفرسان الخِفاف والفوج الثامن والخمسين من المشاة كانت معسكِرة في دلس. وقد بلغت «العقيد بلانجيني» أنباءُ هجوم «أحمد بن سالم» على منطقة يسر في اليوم الأخير من مسيرته نحو دلس، وأن الخليفة «بن سالم» متواجد قرب وادي يسر رفقة حوالي 100 من فرسانه. فأسرع «العقيد بلانجيني» في سيره ليصل باكرا إلى دلس أين تأكد من نبأ هجوم الزواوة على حلفاء فرنسا في يسر.
وعوض أن يبيت مع جنوده في دلس، عاود «العقيد بلانجيني» الانطلاق مباشرة متوجها نحو سهل يسر ليصل إليه في فجر 5 فيفري 1846م أين سمع أصوات طلقات البنادق قرب مضارب «قبائل ماوية». فانطلق نحو دواوير «قبائل ماوية» ليصلها على الساعة التاسعة صباحا لمواجهة جنود «أحمد بن سالم»، فتم تفريق الفرسان الزواوة المائة من طرف الجنود الفرنسيين، مع استعادة الغنائم المسلوبة وتحرير الأسرى المتحالفين مع فرنسا. وأخذ الجنود الفرنسيون بعض الراحة داخل «دواوير ماوية» في صبيحة 5 فيفري 1846م لينطلقوا بعد استيقاظهم في الصباح نحو منطقة الثنية للانصهار مع قوات «الجنرال جنتيل» على السفوح الجنوبية الشرقية لمرتفعات تيزي نايث عيشة.
وتم حينئذ إخبار «الجنرال جنتيل» في مخيمه العيشاوي بأن «أحمد بن سالم» متمركز مع فرسانه قرب «وادي المرجة»، فانطلق الجنود الفرنسيون إلى مخيم «حجرة الجهلاء» أين قضوا كل الليلة. فأقبل بعض الفرسان خلال الليل ليخبروا «الجنرال جنتيل» أن أعداءه الزواوة لديهم مخيم في شعبة العامر (فليسة الجبل) فوق «وادي جمعة» في مكان يسمى «شراك الطبول».
وفي ليلة 6 إلى 7 فيفري 1846م، بعد نصف ساعة من منتصف الليل، انطلق الفرنسيون من جديد ليحاولوا مباغتة فرسان «أحمد بن سالم» في مخيمهم عبر التسلل بين المواقع التي وضعوها قرب وادي يسر. وقُبَيْلَ فجر 7 فيفري 1846م بقليل وصلَتْ القوات الفرنسية صدفة إلى مخيم الزواوة حينما كان الحراس نائمين وجميع الفرسان يرتاحون ويؤدون صلاة الصبح قبل شروق الشمس. فتم الاكتساح الفرنسي المباغت على مخيم «أحمد بن سالم» ليستيقظ الفرسان الزواوة مدهوشين بسبب الصراخ وطلقات البنادق، محاولين الفرار وتاركين وراءهم الخيول والأسلحة والأغراض وغنائم السلب التي حصلوا عليها في الأيام الماضية. وكانت نتيجة المعركة استحواذ الفرنسيين على 2.500 رأس ماشية، 600 بندقية، مواد غذائية كثيرة، ذخيرة، وبعض الأعلام.
وقد ذكرت الروايات أن «أحمد بن سالم» أو «الأمير عبد القادر» كان أحدهما ضمن الفرسان النائمين ولكنه استطاع الإفلات من القتل أو الأسر. وبما أن الهجوم الفرنسي كان مباغتا، فإن انتصاره كان تاما حيث لم يتم إحصاء أي جريح فرنسي، في حين أن الزواوة تكبدوا خسارة حوالي مائة قتيل، إضافة إلى قتل قائدين مهمين من معاوني «أحمد بن سالم» تم سلب أسلحتهما. وعادت كتيبة «الجنرال جنتيل» إثر هذه المعركة إلى مخيمها في «الثنية» عشية يوم 7 فيفري 1846م.

### استمرار المقاومة
واستمرت المقاومة بالرغم من الخسائر التي لحقت بها على يد المارشال السفاح الفرنسي بيجو، وسرعان ما ظهرت شخصيات جديدة على الساحة لتستأنف الجهاد في منطقة القبائل، وكان منهم المدعو محمد الهاشمي، خليفة الأمير عبد القادر على مدينة بجاية آنذاك، كما حظي محمد الهاشمي بتأييدالمجاهدة لالة فاطمة نسومر.

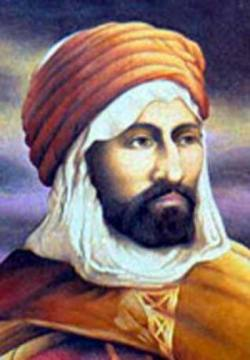
محمد المقراني

## استسلامه
اشتدت مع مطلع سنة 1847م هجومات الفرنسيين على منطقة القبائل بما أضعف «مقاطعة برج حمزة» من البحر الأبيض المتوسط إلى منطقة الحضنة، ومن دلس إلى بجاية. وظل أحمد بن سالم يقاتل إلى أن استسلم يوم 27 فيفري 1847م في سور الغزلان أمام الجنرال بيجو، وتم السماح له بالهجرة إلى الشام، بمعية «الشيخ المهدي السكلاوي»، رافضا منصب «الآغا» الذي عرض عليه، في حين قبله مساعده «بلقاسم أوقاسي» على الفور.
فقامت تركيا العثمانية بإقطاع كثير من الأراضي والقرى للأمير عبد القادر وعائلته ومرافقيه بلغ عددها 7 قرى، في حين أن 59 قرية أخرى أقطعتها الدولة العثمانية للجزائريين الذين وصلوا الشام بقيادة «أحمد بن سالم» عام 1847م قبل وصول الأمير عبد القادر إليها. وتم أثناء ذلك تعيين أخيه عمر بن سالم من طرف فرنسا في منصب باشاغا في بني جعد ووادي الساحل.
ثم تداول على مقاومة الاحتلال الفرنسي في هذه المنطقة الأمجد بن عبد المالك المدعو الشريف بوبغلة من شلالة العذاورة منطقة سور الغزلان الذي قاوم الاستعمار رفقة البطلة «لالة فاطمة نسومر» من منطقة القبائل بالبويرة. وتم تجديد المقاومة بعد ذلك من طرف «محمد المقراني» الذي استشهد بوادي سوفلات في دائرة سوق الخميس ضمن بلدية المقراني يوم 5 ماي 1871م، وهو البطل المشهور بمقاومة الشيخ المقراني.

## تكريمه
قامت الجزائر بتكريم ذكرى هذا الرجل المقاوم عبر إطلاق اسمه على مؤسسة تعليمية في مدينة البويرة هي متوسطة أحمد بن سالم الدبيسي.